# ロッテルダム6日間レース
ロッテルダム6日間レース（ろってるだむ・むいかかんれーす、Zesdaagse van Rotterdam）は例年、1月上旬にオランダ・ロッテルダムのアホイで開催される、自転車競技の6日間レース。

## 概要
1936年に創設。しかし翌1937年限りで休止となってしまう。再開されたのは1968年。再開元年のレースでは、地元オランダ人選手で、当時6日間レースにおいては最強と目されたペーター・ポストが、後にポストの6日間レース歴代勝利数を上回ることになる、ベルギー人のパトリック・セルキュと組んで優勝。
その後は当レース10回の優勝実績を誇ることになるレネ・パイネン、同6回優勝のダニー・クラークらが歴代優勝者に名を連ねていくことになるが、1980年代に入って6日間レース全体の退潮基調のあおりを受ける中で人気が低迷しはじめ、1988年限りで2度目の休止を余儀なくされた。
一方、2001年にアムステルダム6日間レースが3度目の再開を果たしたが、ロッテルダムでも再開の機運が高まり、2005年にこちらも3度目の再開がなされることになった。現在、ラボバンクがメインスポンサーとなって大会を運営している。また大会運営責任者は上記のパトリック・セルキュとマイケル・ゼイラート（レオンティエン・ファンモールセルの夫）の2人が務めている。

## 全日程生中継
ロッテルダム6日間レースが他の6日間レースと異なる最大の特徴は、自身のウェブサイトにおいてレース実況の動画ページを設けていることである。この試みは2006年より実施。これにより、自転車競技の中でも比較的馴染みが薄いとされる6日間レースをインターネットを通じて観戦することが可能となり、日本でも毎年この模様を楽しみにしている自転車ファンが少なからず存在していたが、2010年大会は、実況中継がなかったが、2011年に復活した。

## 短距離種目も重視
ロッテルダム6日間レースはメインであるペアレースの他、短距離種目も重要なレースとして位置づけている傾向にある。とりわけメインスポンサーであるラボバンクに所属する、テオ・ボスのオランダ国内における絶大なる人気ぶりにもあやかる形で、毎年、各国から短距離の強豪選手が招待されている。さらに2007年からは、前座として（但し、チケットは6日間レースとは別売りとなっている様子）、1日だけ別個に短距離選手だけのレースである、マスター・オブ・スプリントというレースも行われるようになった。ちなみにこのレースは、6日間レースの短距離種目には登場しない選手が出場するケースもある。また2006年には、北津留翼が短距離種目の出場選手として招待を受け、6日間、レースを戦った。
この他、男子の若手選手だけで行われるペアレースや、女子のペアレースも行われるようになるなど、メインのペアレース以外のレースを充実させていこうという意図がうかがえる。また、年々入場者も増加傾向にあると見られている。

## 歴代優勝ペア
| 年   | 優勝者                                             |
| ---- | -------------------------------------------------- |
| 1936 | ヤン・パイネンビュルフ ＝ コル・ワルス             |
| 1937 | アルベール・ブイセ ＝ アルベール・ビリエ           |
| 1968 | ペーター・ポスト ＝ パトリック・セルキュ           |
| 1969 | ペーター・ポスト ＝ ロマン・デローフ               |
| 1971 | ペーター・ポスト ＝ パトリック・セルキュ           |
| 1972 | レネ・パイネン ＝ レオ・デュインダム               |
| 1973 | レネ・パイネン ＝ レオ・デュインダム               |
| 1974 | レネ・パイネン ＝ レオ・デュインダム               |
| 1975 | レオ・デュインダム ＝ ヘルベン・カルステンス       |
| 1976 | パトリック・セルキュ ＝ エディ・メルクス           |
| 1977 | レネ・パイネン ＝ ダニー・クラーク                 |
| 1978 | レネ・パイネン ＝ ダニー・クラーク                 |
| 1979 | パトリック・セルキュ = レネ・パイネン              |
| 1980 | レネ・パイネン ＝ ヤン・ラース                     |
| 1981 | ダニー・クラーク ＝ ドナルド・アラン               |
| 1982 | パトリック・セルキュ = レネ・パイネン              |
| 1983 | パトリック・セルキュ = レネ・パイネン              |
| 1984 | レネ・パイネン ＝ ウース・フローラー               |
| 1985 | レネ・パイネン ＝ ダニー・クラーク                 |
| 1986 | ダニー・クラーク ＝ フランチェスコ・モゼール       |
| 1987 | ダニー・クラーク ＝ ピエルランジェロ・ビンコレット |
| 1988 | ダニー・クラーク ＝ アンソニー・ドイル             |
| 2005 | ロベルト・スリペンス ＝ ダニー・スタム             |
| 2006 | ロベルト・スリペンス ＝ ダニー・スタム             |
| 2007 | イルヨ・カイセ ＝ ロベルト・バルトコ               |
| 2008 | ダニー・スタム ＝ ライフ・ランパーター             |
| 2009 | ホアン・リャネラス ＝ ペーター・スヘプ             |
| 2010 | ダニー・スタム ＝ イルヨ・カイセ                   |
| 2011 | ダニー・スタム = レオン・ファンボン                |
| 2012 | ウィム・ストルティンハ = ペーター・スヘプ          |
| 2013 | ニキ・テルプストラ = イルヨ・カイセ                |
| 2014 | ニキ・テルプストラ = イルヨ・カイセ                |
| 2015 | ニキ・テルプストラ = イルヨ・カイセ                |
| 2016 | アルベルト・トレス = セバスチャン・モーラ          |
| 2017 | ローガー・クルーゲ = クリスチャン・グラスマン      |
| 2018 | ケニー・デ・ケテル = モレノ・デ・ポー              |
| 2019 | ニキ・テルプストラ = トマ・ブダ                    |